# Тама-Мару № 2 (тральщик)
Тама-Мару № 2 (тральщик) — корабель, який під час Другої світової війни узяв участь в операціях японських збройних сил на Тихому океані.
Судно спорудили як китобійне в 1936 році на верфі Mitsubishi Jukogyo Kabushiki Kaisha в Кобе для компанії Taiyo Hogei Kabushiki Kaisha.
У 1941-му судно реквізували для потреб Імперського флоту Японії та переобладнали у тральщик.
На початку березня 1942-го «Тама-Мару № 2» залучили до операції заволодіння новогвінейськими Лае та Саламауа (у глибині затоки Хуон, що вдається між півостровами Хуон та Папуа). Висадка почалась невдовзі після опівночі 8 березня та пройшла успішно, проте 10 березня 1942-го по японських кораблях поблизу Лае завдала удару американська авіаносна авіація. «Тама-Мару № 2» зазнав пошкоджень під час нальоту пікіруючих бомбардувальників. Атаки виявилися достатньо потужними, щоб 13 березня цей корабель затонув.